# Ottorino Respighi
Ottorino Respighi (Bolonha, 9 de julho de 1879 - Roma, 18 de abril de 1936) foi um compositor musicólogo, pianista, violista e violinista italiano.  É muito conhecido pela autoria da Trilogia Romana e pelas três suítes de Árias e Danças Antigas.

## Biografia
Teve uma formação musical internacional. Filho de um professor de piano de Bolonha, estudou violino e viola com Federico Sarti no Liceo Musicale de Bolonha e composição com Giuseppe Martucci. Foi aluno de Nikolai Rimsky-Korsakov em São Petersburgo (1900) e de Max Bruch em Berlim, em 1902.
Em 1913 torna-se professor na Academia de Santa Cecília, em Roma, vindo depois a ser seu director (1923-1926). Casa com uma antiga aluna, Elsa Olivieri-Sangiacomo, em 1919.
Mantém difíceis relações com Benito Mussolini e o seu partido fascista. Musicalmente, tentou reprimir os excessos do verismo triunfalista e tentou reatar as tradições italianas, como, por exemplo, os antigos modos do cantochão, enquanto criava um estilo que misturava impressionismo, neoclassicismo e pós-romantismo em composições com sentido de luxúria e sensualidade, com sons exóticos e ricos.

## Principais obras
Além de estudioso da música italiana, em particular dos séculos XVI a XVIII, Respighi foi autor de nove óperas, de três bailados, de um Concerto Gregoriano para violino, de um Concerto mixolídio para piano (1925), várias peças para música de câmara e muitas melodias, mas as suas obras mais conhecidas são os poemas sinfônicos As Fontes de Roma (1916) e Os Pinheiros de Roma (1923), popularizados por Arturo Toscanini. Estas duas peças, em conjunto com Festas Romanas (1928) formam a Trilogia Romana.

### Óperas
- Rè Enzo (1905)
- Semirama (1910)
- La bella addormentata nel bosco (1922)
- Belfagor (1923)
- La campana sommersa (1927)
- Maria Egiziaca («mistério» musical em um acto) (1932)
- La fiamma (1934)
- Lucrezia (1937)

### Obras sinfônicas
- Le Fontane di Roma (As Fontes de Roma) (1916)
- I Pini di Roma (Os Pinheiros de Roma) (1924)
- Feste romane (Festas Romanas) (1928)
- Três suites de Árias e Danças Antigas (1917, 1924, 1931)
- Impressões brasileiras (1927)
- La Boutique Fantasque, música de ballet baseada em melodias de Rossini (1919)
- Gli Uccelli (Os Pássaros) (1927)

## Leitura recomendada
- Respighi, Elsa (1955) Fifty Years of a Life in Music ((em inglês))
- Respighi, Elsa (1962) Ottorino Respighi, London: Ricordi ((em inglês))
- Nupen, Christopher (director) (1983) Ottorino Respighi: A Dream of Italy, Allegro Films ((em inglês))